# Audi RS4
L'Audi RS4 è un'automobile sportiva derivata dalla A4 e prodotta dalla casa automobilistica tedesca Audi a partire dal 1999 in quattro generazioni. 

## Prima generazione (B5, 1999-2001)
La prima serie, prodotta tra il 1999 e il 2001, era basata sull'A4 serie B5 ed era disponibile solo con carrozzeria Avant. 

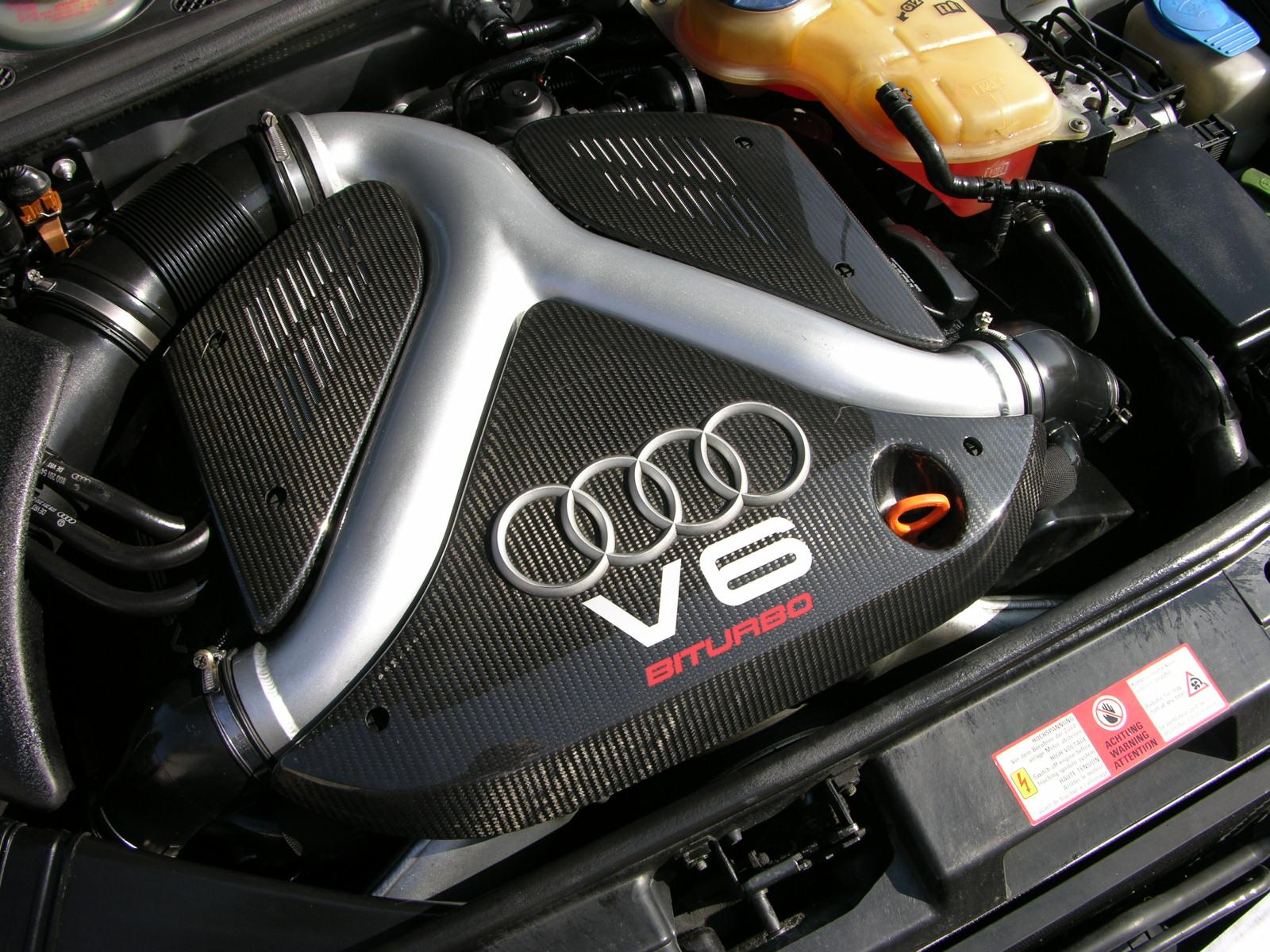
Motore V6 biturbo Audi-Cosworth

La vettura, che va a raccogliere il testimone della precedente Audi RS2 basata sull'ultima Audi 80, era stata interamente progettata dalla quattro GmbH, ossia il reparto sportivo Audi, e si riconosceva al pari della sua antenata per i passaruota allargati (34 mm davanti e 32 mm dietro), per i fascioni paraurti con prese d'aria specifiche, non solo sotto i gruppi ottici con lampade allo Xeno, ma anche in prossimità dei parafanghi anteriori, per i cerchi in lega da 18 pollici a nove razze, per il doppio terminale di scarico e per l'assetto notevolmente ribassato. Anche all'interno dell'abitacolo la caratterizzazione sportiva era assicurata dai sedili Recaro personalizzabili con vari tessuti, pellami e colorazioni, con fianchetti avvolgenti e dal logo RS4 sul volante, impianto audio BOSE di serie, erano disponibili e personalizzabili i listelli del cruscotto e portiere interni, disponibili in carbonio, radica, alluminio o verniciati in nero, a seconda dei gusti del cliente, anche se nel complesso l'interno della vettura risultava più sobrio di quanto l'impatto esterno suggerisca. Come anche nelle normali A4 Avant di prima generazione, anche in questo caso il vano bagagli da 390 litri può essere ampliato fino a 1250 litri di capacità abbattendo il divano.
L'assetto, ribassato di 20 mm e facente uso di ammortizzatori oleopneumatici, era anche notevolmente irrigidito e tarato in funzione di un utilizzo più spinto, mentre l'impianto frenante prevedeva dischi autoventilanti da 360 mm e da 312 mm dietro. 
Il "cuore" della RS4 di prima generazione era un motore V6 con angolo di 90° fra le bancate, con cilindrata di 2671 cm³, distribuzione due alberi a camme in testa per bancata, testate a 5 valvole per cilindro (per un totale di 30 valvole) e sovralimentazione affidata a due turbocompressori Borg Warner serie KKK K04, più grandi a differenza delle K03 montate di serie sulla S4. Tale motore, messo a punto in collaborazione con la Cosworth, erogava 381 cavalli di potenza massima e 440 Nm come picco di coppia motrice. Con questi numeri e queste caratteristiche, la RS4 accelerava da 0 a 100 km/h in 4,9 secondi e raggiungeva una punta velocistica di 250 km/h autolimitati. La potenza e la coppia venivano scaricate su tutte e quattro le ruote attraverso un cambio manuale a 6 marce. Lo schema meccanico era a motore anteriore longitudinale e trazione integrale con differenziale centrale autobloccante Torsen e differenziali anteriore e posteriore di tipo aperto. In condizioni normali, la coppia veniva suddivisa al 50% fra i due assali ma in determinate circostanze il differenziale ripartiva fino a 80:20.
La produzione della RS4 di prima generazione ebbe luogo fra il novembre del 1999 e il settembre del 2001: in totale ne vennero prodotti 6.030 esemplari.

## Seconda generazione (B7, 2006-2008)
La seconda generazione della A4, siglata B6 non ebbe nella propria gamma una versione di punta RS4, per cui la seconda generazione fu realizzata a partire dalla A4 B7, che poi della B6 non fu altro che un profondo restyling.

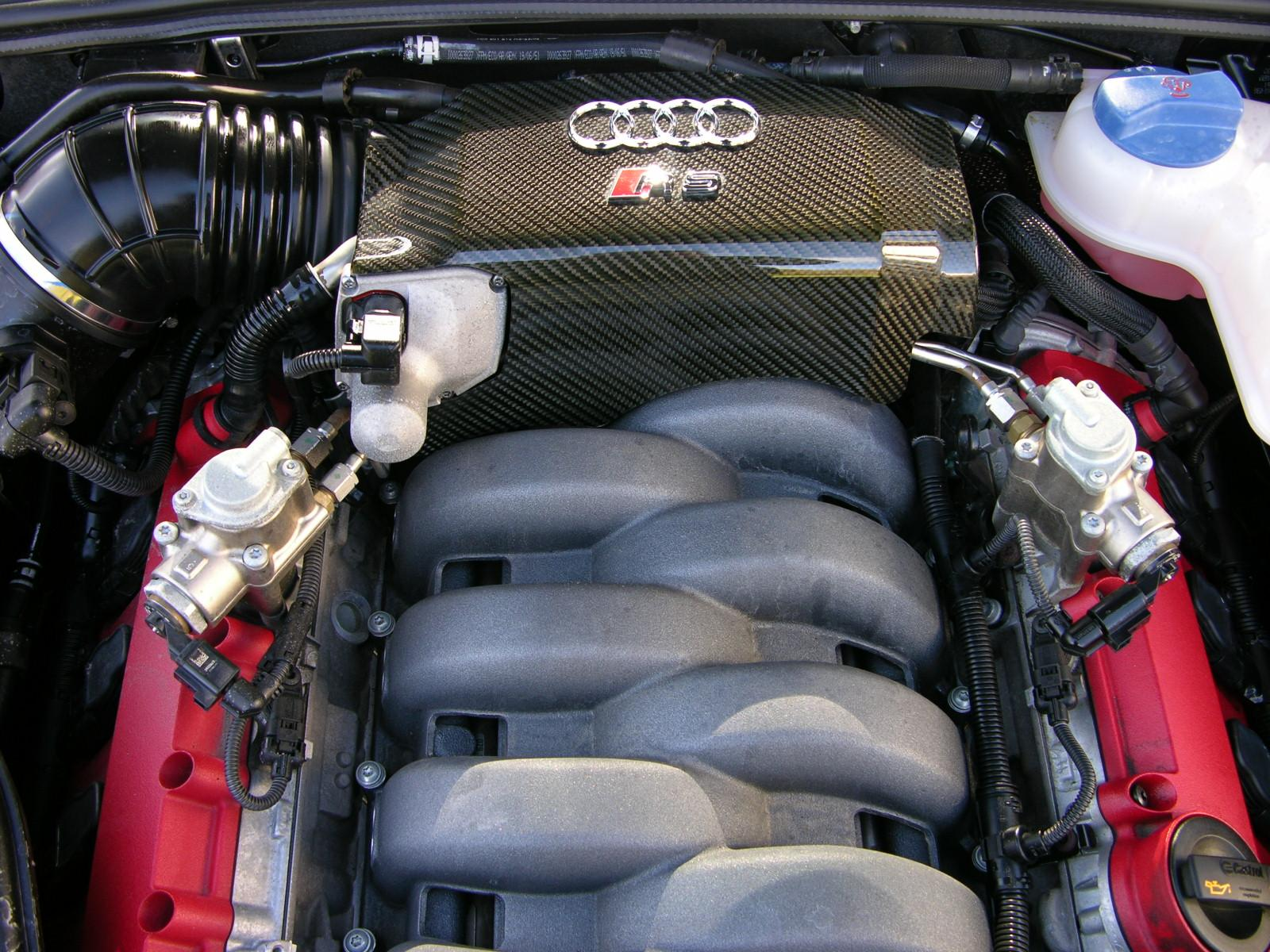
Il V8 da 4,2 litri e 420 CV della RS4

La RS4 di seconda generazione venne svelata durante l'estate 2005 e commercializzata a partire dal mese di settembre del 2005. Ancora una volta, la caratterizzazione estetica di impatto comprende prese d'aria di grandi dimensioni sul fascione anteriore per fornire un raffreddamento ottimale del motore e passaruota sovradimensionati per ospitare le ruote da 18 o 19 pollici. Posteriormente sono inoltre presenti due grossi terminali di scarico a sezione ovale, stavolta disposti uno per lato, e uno spoiler integrato nel cofano del bagagliaio. La caratteristica calandra single-frame del radiatore e la profonda sagoma dei fari sono state riprese entrambe dalla concept car Audi Nuvolari Quattro. La carrozzeria è disponibile in 9 colori diversi. L'abitacolo è stato progettato tenendo maggiormente conto della notevole impronta sportiva della vettura. I sedili anteriori di serie sono identici a quelli della S4 contemporanea, regolabili elettricamente e rivestiti in pelle o in combinazione pelle-tessuto. Come opzione sono disponibili sedili a guscio Recaro dai fianchi particolarmente contenitivi, sedili dotati di poggiatesta integrati, regolazione manuale e rivestimenti in pelle. Infine il logo RS4 è presente su volante, strumentazione e impuntato sullo schienale dei sedili anteriori. La vettura viene messa in moto tramite la pressione di un semplice tasto. Sul quadro comandi sono stati aggiunti un cronometro e un termometro per la temperatura dell'olio digitale che sulla serie B5 era analogico. Lo sterzo è del tipo Servotronic.

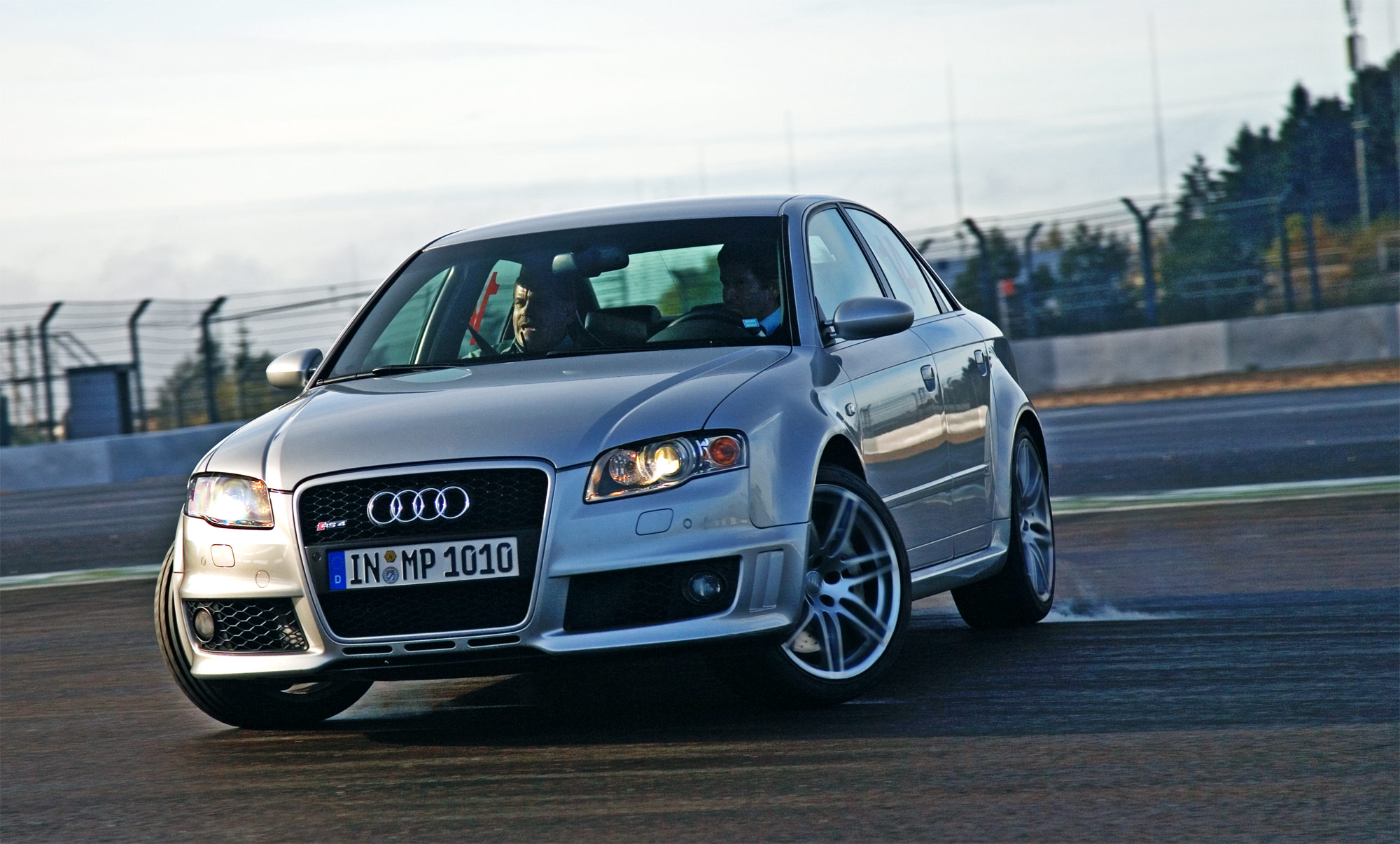
RS4 B7 Berlina

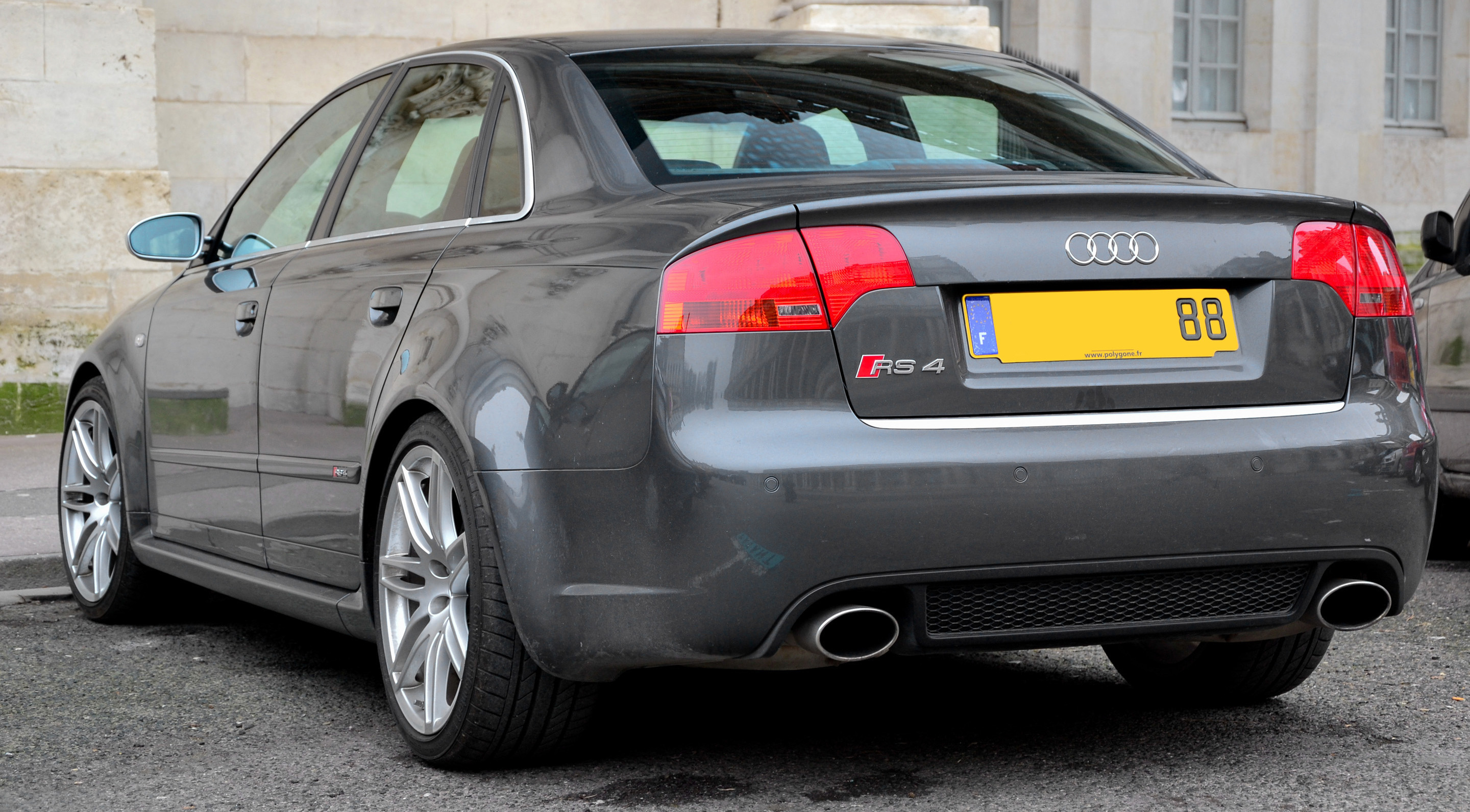
RS4 B7 Berlina

La meccanica telaistica della RS4 di seconda generazione comprende un assetto ribassato di 30 mm con sospensioni ad alto rendimento realizzate in alluminio. Quelle anteriori sono di tipo multilik a quattro bracci, mentre quelle posteriori sono a trapezi. I freni a disco sono forati e ventilati, con una misura di 366 mm e con 8 pistoncini per quelli anteriori e 325 mm e un unico pistoncino per quelli posteriori. I freni sono stati progettati in una disposizione fluttuante, nel senso che la ghisa dell'anello di frizione del sistema frenante è imbullonato alla copertura del freno a disco in alluminio. Il risultato è un miglioramento significativo nella resistenza dei freni durante eventuali sbandate. 
La RS4 è spinta stavolta da un motore V8 da 4163 cm³ di cilindrata, un motore che a differenza di quello precedente è ad alimentazione atmosferica e ad iniezione diretta. Questo motore, progettato per raggiungere alti regimi di rotazione, produce 420 CV e 430 Nm. Tali caratteristiche, unite ad un corpo vettura di 1650 kg, permettono alla RS4 uno spunto sullo 0-100 in 4"8 e fino a 200 km/h in 16"6, con la velocità massima sempre autolimitata a 250 km/h. Grazie a una mirata riduzione di peso ottenuta anche grazie all'utilizzo di alcuni lamierati in alluminio (cofano motore e archi passaruota), il rapporto peso-potenza del modello ha un valore di 3,93 kg per ogni CV.
La RS4 B7 era equipaggiata di serie con cerchi da 18 o 19 pollici e pneumatici rispettivamente di dimensioni 255/40 R18 o 255/35 R19.
La RS4 di seconda generazione è stata l'unica ad essere stata proposta in più di una variante di carrozzeria, più precisamente in tre varianti. Oltre che nella consueta variante station wagon Avant era disponibile infatti come carrozzeria berlina e dall'estate 2006 anche come cabriolet. La produzione di questa generazione dell'RS4 cessò nel febbraio del 2009, quando ormai da tempo era in listino la A4 B8. In totale ne vennero prodotti 14.368 esemplari.

## Terza generazione (B8, 2012-2015)
Nel 2012 viene presentata, al Salone di Ginevra, la nuova generazione della RS4, basata sulla A4 B8 e nuovamente disponibile solo come station wagon. 

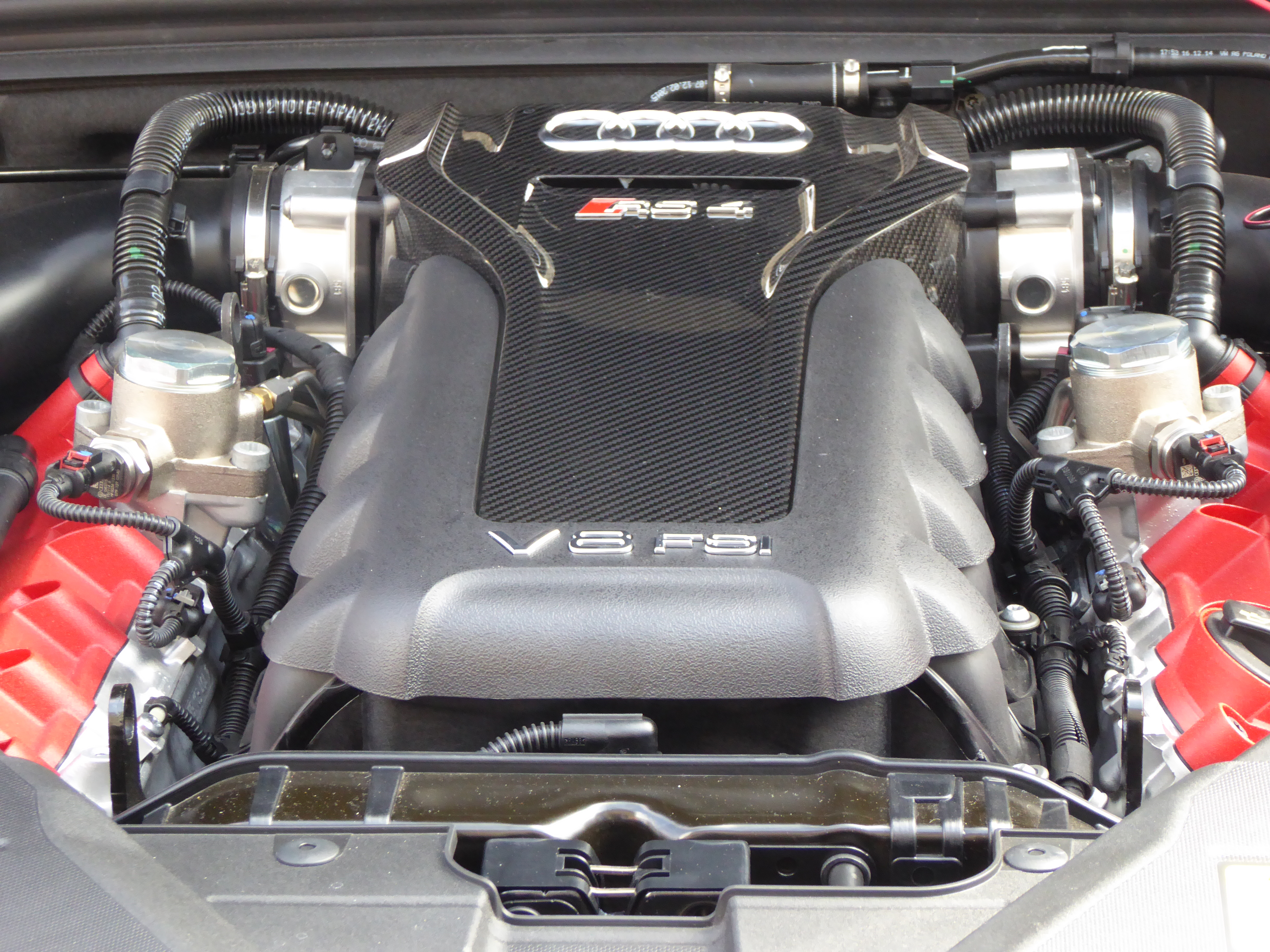
Il V8 dell'Audi RS4 B8

Anche in questo caso, il corpo vettura si presenta con parafanghi notevolmente allargati, ma stavolta con una citazione storica: infatt l forma della bombatura dei parafanghi ricorda quella utilizzata oltre trent'anni prima nella cosiddetta ur-quattro, ossia la primissima serie dell'Audi quattro che tanto successo avrà nelle competizioni rallystiche. Questi ampi parafanghi bombati ospitano fra l'altro dei poderosi cerchi in lega da 19 pollici (o a richiesta da 20 pollici) che calzano pneumatici 265/35 (oppure 265/30). Inoltre il fascione anteriore integra nuove ed ampie prese d'aria per il raffreddamento dell'impianto frenante, più una calandra single-frame con griglia a nido d'ape. Posteriormente sono presenti ancora due terminali di scarico a sezione ovale. L'interno dell'abitacolo è una rivisitazione del precedente dal punto di vista stilistico. Ovviamente più ampio, date le maggiori dimensioni della scocca, ripropone però il classico volante a tre razze, i sedili a guscio rivestiti in pelle (sempre optional), e il logo RS4 su volante e strumentazione, oltre che impuntato sullo schienale dei sedili stessi. Le maggiori dimensioni della vettura si ripercuotono anche nella capacità del bagagliaio, che stavolta è di 490 litri in configurazione a 5 posti, ma è ampliabile fino a 1.430 litri abbattendo il divano.
La RS4 di terza generazione è spinta da un motore aspirato ad iniezione diretta 4163 cm³ con potenza massima di 450 CV, abbinato ad un cambio a doppia frizione S-tronic a sette rapporti e ad una trazione integrale quattro. Una novità significativa riguardante il sistema di trazione è data dal sistema Torque Vectoring che aveva fatto il suo debutto un paio di anni prima nella RS5 e che consente un trasferimento più rapido della coppia motrice fra avantreno e retrotreno. In condizioni normali la ripartizione della coppia è del 40% all'avantreno e del 60% al retrotreno, ma in caso di necessità può arrivare anche all'85% sull'asse posteriore. L'accelerazione da 0 a 100 km/h avviene in 4,7 secondi, con velocità massima di 250 km/h innalzabile a 280 km/h mediante l'acquisto di un apposito pacchetto.

### Nogaro Selection
Nel 2014 è stata presentata una versione speciale della RS4 Avant. Denominata Nogaro Selection, traeva il suo nome dal colore che ne caratterizza la carrozzeria, e cioè il blu Nogaro ed è stata realizzata per celebrare i venti anni trascorsi dalla realizzazione del primo modello RS, e cioè l'Audi RS2. Gli interni sono caratterizzati da sedili sportivi regolabili elettronicamente e da molti inserti costruiti in fibra di carbonio per contenere il peso complessivo.
La produzione della RS4 di terza generazione cessa nel giugno del 2015.

## Quarta generazione (B9, dal 2017)
Nel 2017 viene lanciata, al Salone di Francoforte, la quarta serie della RS4. Analogamente alle RS4 precedenti, questa è basata sulla generazione B9. Anche in questo caso, la vettura è disponibile solo in versione "Avant", ovvero nella carrozzeria station wagon, come si era già fatto con la sorella maggiore Audi RS6.

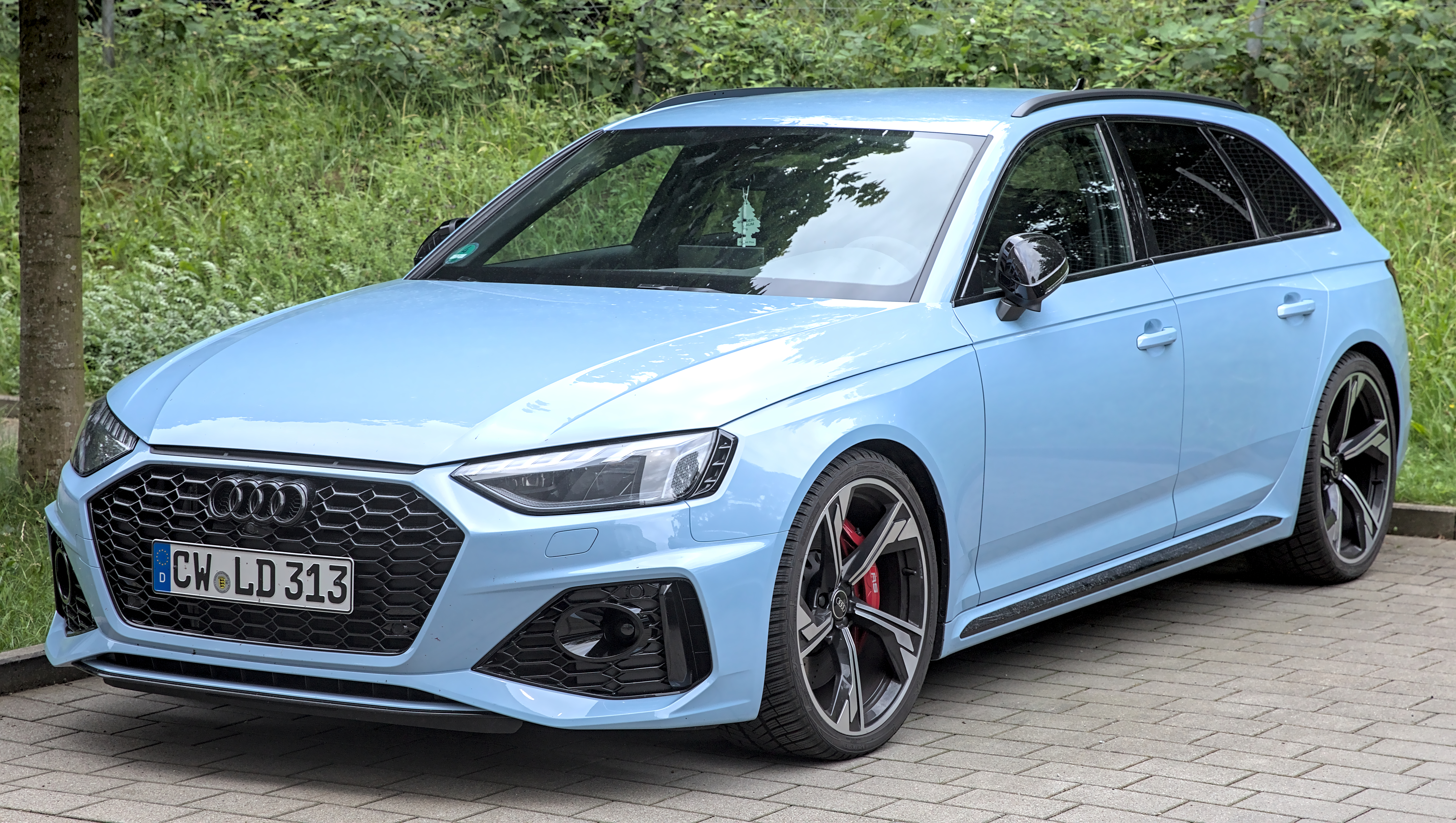
RS4 B9 Restyling

L'auto monta un motore 2.9 V6 biTurbo TFSI da 450 CV, con il quale si torna alla configurazione biturbo, derivante dal propulsore montato sulla Porsche Panamera e Cayenne. Tale motore è abbinato ad un cambio Tiptronic a otto rapporti e ad una trazione integrale quattro. L'accelerazione da 0 a 100 km/h avviene in 4,1 secondi, con velocità massima autolimitata a 250 km/h, sbloccabile per mezzo di un optional fino a 280 km/h. Per la prima volta, la RS4 viene proposta anche per il mercato cinese. Durante la sua carriera commerciale, questa RS4 viene sottoposta ad alcuni aggiornamenti al motore per permetterle di soddisfare le normative antinquinamento via via sempre più stringenti. 

### B9.5 (dal 2019)
Nell'ottobre sia RS4 che la "sorella" RS5 hanno subito un importante restyling degli esterni e degli interni.
A partire dal 2022 sono state introdotte le RS4/RS5 con il pacchetto Competion/Competion Plus, il quale comprende un nuovo differenziale sportivo, introduzione di ammortizzatori a ghiera regolabili manualmente che ribassano la vettura di 1 o 2 cm, affinamento della centralina del cambio per renderlo più veloce, barre antirollio più rigide e una demoltiplicazione migliore dello sterzo, da 15,9:1 a 13,1:1.

## Tabella riepilogativa
| Modello                            | B5                                                                     | B7                                                                  | B7                                                                  | B7                                                                  | B8                                                                  | B9                                                                   | B9                                                                   | B9                                                                   |
| ---------------------------------- | ---------------------------------------------------------------------- | ------------------------------------------------------------------- | ------------------------------------------------------------------- | ------------------------------------------------------------------- | ------------------------------------------------------------------- | -------------------------------------------------------------------- | -------------------------------------------------------------------- | -------------------------------------------------------------------- |
| Carrozzeria                        | Station wagon                                                          | Berlina                                                             | Station wagon                                                       | Cabriolet                                                           | Station wagon                                                       | Station wagon                                                        | Station wagon                                                        | Station wagon                                                        |
| Anni di produzione                 | 11/1999-06/2001                                                        | 09/2005-10/2008                                                     | 09/2005-10/2008                                                     | 06/2006-02/2009                                                     | 04/2012-06/2015                                                     | 09/2017-06/2018                                                      | 02/2019-12/2020                                                      | dal 01/2021                                                          |
| Motore                             | ASJ, AZR                                                               | BNS                                                                 | BNS                                                                 | BNS                                                                 | CFSA                                                                | EA839 (DECA)                                                         | EA839 (DECA)                                                         | EA839 (DECA)                                                         |
| Posizione                          | Anteriore longitudinale                                                | Anteriore longitudinale                                             | Anteriore longitudinale                                             | Anteriore longitudinale                                             | Anteriore longitudinale                                             | Anteriore longitudinale                                              | Anteriore longitudinale                                              | Anteriore longitudinale                                              |
| Numero e disposizione dei cilindri | 6 cilindri a V di 90°                                                  | 8 cilindri a V di 90°                                               | 8 cilindri a V di 90°                                               | 8 cilindri a V di 90°                                               | 8 cilindri a V di 90°                                               | 6 cilindri a V di 90°                                                | 6 cilindri a V di 90°                                                | 6 cilindri a V di 90°                                                |
| Cilindrata (cm³)                   | 2671                                                                   | 4163                                                                | 4163                                                                | 4163                                                                | 4163                                                                | 2894                                                                 | 2894                                                                 | 2894                                                                 |
| Alesaggio e corsa (mm)             | 81 x 86,4                                                              | 84,5 x 92,8                                                         | 84,5 x 92,8                                                         | 84,5 x 92,8                                                         | 84,5 x 92,8                                                         | 84,5 x 86                                                            | 84,5 x 86                                                            | 84,5 x 86                                                            |
| Distribuzione                      | Due assi a camme in testa per bancata, cinque valvole per cilindro     | Due assi a camme in testa per bancata, quattro valvole per cilindro | Due assi a camme in testa per bancata, quattro valvole per cilindro | Due assi a camme in testa per bancata, quattro valvole per cilindro | Due assi a camme in testa per bancata, quattro valvole per cilindro | Due assi a camme in testa per bancata, quattro valvole per cilindro  | Due assi a camme in testa per bancata, quattro valvole per cilindro  | Due assi a camme in testa per bancata, quattro valvole per cilindro  |
| Alimentazione                      | Iniezione elettronica indiretta, due turbocompressori, due intercooler | Iniezione elettronica diretta                                       | Iniezione elettronica diretta                                       | Iniezione elettronica diretta                                       | Iniezione elettronica diretta                                       | Iniezione elettronica diretta, due turbocompressori, due intercooler | Iniezione elettronica diretta, due turbocompressori, due intercooler | Iniezione elettronica diretta, due turbocompressori, due intercooler |
| Rapporto di compressione           | 9:1                                                                    | 12,5:1                                                              | 12,5:1                                                              | 12,5:1                                                              | 12,5:1                                                              | 10:1                                                                 | 10:1                                                                 | 10:1                                                                 |
| Raffreddamento                     | Ad acqua                                                               | Ad acqua                                                            | Ad acqua                                                            | Ad acqua                                                            | Ad acqua                                                            | Ad acqua                                                             | Ad acqua                                                             | Ad acqua                                                             |
| Potenza massima (CV/rpm)           | 381/ 6100-7000                                                         | 420/7800                                                            | 420/7800                                                            | 420/7800                                                            | 450/8250                                                            | 450/ 5700-6700                                                       | 450/ 5700-6700                                                       | 450/ 5700-6700                                                       |
| Coppia massima (Nm/rpm)            | 440/ 2500-6000                                                         | 430/5500                                                            | 430/5500                                                            | 430/5500                                                            | 430/ 4000-6000                                                      | 600/ 1900-5000                                                       | 600/ 1900-5000                                                       | 600/ 2000-5000                                                       |
| Albero a gomiti                    | Su 4 supporti di banco                                                 | Su 5 supporti di banco                                              | Su 5 supporti di banco                                              | Su 5 supporti di banco                                              | Su 5 supporti di banco                                              | Su 5 supporti di banco                                               | Su 5 supporti di banco                                               | Su 4 supporti di banco                                               |
| Trazione                           | Integrale                                                              | Integrale                                                           | Integrale                                                           | Integrale                                                           | Integrale                                                           | Integrale                                                            | Integrale                                                            | Integrale                                                            |
| Cambio                             | Manuale a 6 marce                                                      | Manuale a 6 marce                                                   | Manuale a 6 marce                                                   | Manuale a 6 marce                                                   | Doppia frizione a 7 rapporti                                        | Automatico 8 marce Torque-Converter                                  | Automatico 8 marce Torque-Converter                                  | Automatico 8 marce Torque-Converter                                  |
| Struttura                          | Scocca portante                                                        | Scocca portante                                                     | Scocca portante                                                     | Scocca portante                                                     | Scocca portante                                                     | Scocca portante                                                      | Scocca portante                                                      | Scocca portante                                                      |
| Sospensioni ant.                   | Multilink a 4 bracci                                                   | Multilink a 4 bracci                                                | Multilink a 4 bracci                                                | Multilink a 4 bracci                                                | Multilink a 4 bracci                                                | Multilink a 4 bracci                                                 | Multilink a 4 bracci                                                 | Multilink a 4 bracci                                                 |
| Sospensioni post.                  | Triangoli sovrapposti                                                  | Triangoli sovrapposti                                               | Triangoli sovrapposti                                               | Triangoli sovrapposti                                               | Triangoli sovrapposti                                               | Multilink                                                            | Multilink                                                            | Multilink                                                            |
| Impianto frenante                  | Freni a disco autoventilanti sulle quattro ruote                       | Freni a disco autoventilanti sulle quattro ruote                    | Freni a disco autoventilanti sulle quattro ruote                    | Freni a disco autoventilanti sulle quattro ruote                    | Freni a disco autoventilanti sulle quattro ruote                    | Freni a disco autoventilanti sulle quattro ruote                     | Freni a disco autoventilanti sulle quattro ruote                     | Freni a disco autoventilanti sulle quattro ruote                     |
| Pneumatici                         | 255/35 ZR18                                                            | 255/40 ZR18                                                         | 255/40 ZR18                                                         | 255/40 ZR18                                                         | 265/35 ZR19                                                         | 265/35 R19                                                           | 265/35 R19                                                           | 265/35 R19                                                           |
| Sterzo                             | A cremagliera con servosterzo                                          | A cremagliera con servosterzo                                       | A cremagliera con servosterzo                                       | A cremagliera con servosterzo                                       | A cremagliera con servosterzo                                       | A cremagliera con servosterzo                                        | A cremagliera con servosterzo                                        | A cremagliera con servosterzo                                        |
| Massa in ordine di marcia          | 1.620                                                                  | 1.650                                                               | 1.710                                                               | 1.845                                                               | 1.870                                                               | 1.790                                                                | 1.830                                                                | 1.820                                                                |
| Serbatoio (litri)                  | 62                                                                     | 63                                                                  | 63                                                                  | 63                                                                  | 61                                                                  | 58                                                                   | 58                                                                   | 58                                                                   |
| Velocità massima                   | 250                                                                    | 250                                                                 | 250                                                                 | 250                                                                 | 250                                                                 | 250                                                                  | 250                                                                  | 250                                                                  |
| Accelerazione 0-100 km/h           | 4"9                                                                    | 4"8                                                                 | 4"9                                                                 | 4"9                                                                 | 4"7                                                                 | 4"1                                                                  | 4"1                                                                  | 4"1                                                                  |
| Consumo medio                      | 12                                                                     | 13,7                                                                | 13,6                                                                | 13,9                                                                | 10,7                                                                | 8"8                                                                  | 9"2                                                                  | 8"8                                                                  |
| Emissioni CO2 (g/km)               | 288                                                                    | 329                                                                 | 326                                                                 | 324                                                                 | 249                                                                 | 199                                                                  | 208                                                                  | 201                                                                  |

## Attività sportiva

### Speed World Challenge
Il RS4 B7 doveva sostituire la RS6 C5 nel Sports Car Club of America (SCCA) Speed World Challenge, ma dopo che la scuderia Champion Racing aveva preparato l'auto, a causa delle modifiche ai regolamenti imposte dalla SCCA riguardanti i sistemi 4WD, le dimensioni delle ruote e la potenza del motore, la vettura non poté più partecipare. Invece di abbandonare il progetto della RS 4 SWC, Champion Racing e Audi utilizzarono l'auto come parte dell'American Le Mans Series Vitesse Program.

### Superstars Series
Sei esemplari della RS4 vennero impiegate nel Superstars Series dalla filiale Audi Sport Italia, che con Gianni Morbidelli vinse i campionati 2007 e 2008.